# Río Vodudahue
El río Vodudahue es un curso natural de agua que nace en la laguna Vidal al oeste de la cordillera de los Andes y desemboca al margen del poblado de Vodudahue en el fiordo Comau. Algunas veces se le escribe "Bodudahue".

## Trayecto
Sus principales afluentes son el río Recipiente, el río Barceló, que es el principal afluente, el río Seco y finalmente el río Reremo.: 494  Tiene una longitud de 47 km
Ramón Serrano Montaner lo describe, como río Bodudahue, extensamente en 1891 en su "Derrotero":: 462 
Río Bobudahue— En el fondo del estero Comau i en la parte Sur de su remate se vacia el rio Bodudahue; i hacia la parte Norte de su boca se alza el notable monte Ugalde, cono aislado, mui regular, de color oscuro, sin vejetacion i agrietado, en cuya cima se perciben algunos manchones de nieve.
El rio es bastante caudaloso i en su boca, a bajamar, se sondan de 1 a 1 1/2 brazas de profundidad, arena, hondura que aumenta hacia dentro hasta 2 i 4 brazas; pero solo es navegable por 4.5 millas hasta donde se halla un rápido insuperable para las embarcaciones menores, i se llama Mal Paso. Lo constituye un gran banco de rocas i casquijo arrastrados por el rio Seco, que fluye en este punto por sobre la ribera derecha del Bodudahue.
Desde Mal Paso para adelante el rio vuelve a hacerse pando i fácil de ser surcado por botes hasta 5 millas de distancia; pero en seguida se encajona entre rocas i despeñaderos.
Una milla antes de este punto i por sobre la ribera derecha fluye el rio Barceló. Baja del NNE por un ancho valle, pero no ha sido estudiado.
El Bodudahue continúa al NE, por 10 millas, mui serpenteado, márjenes roqueñas i con frecuentes rápidas, torciendo en seguida al SE 1/4E por 14 millas mas, para volver luego al Este hasta sus fuentes que se hallan en unos lagos andinos i en el corazón de la cordillera. El curso total del rio no pasa de 56 millas.

## Caudal y régimen

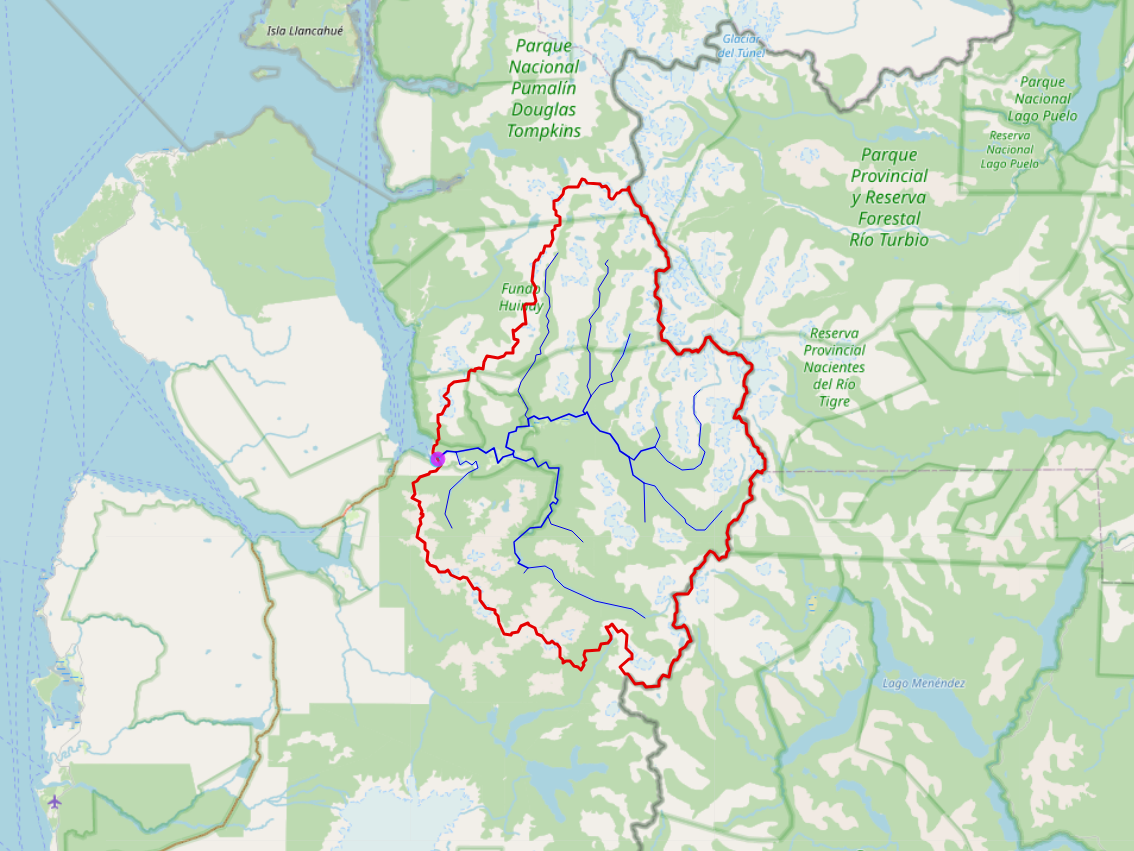
Cuenca del rio Vodudahue con un área de 920 km², según Watersheds app.

## Historia
El franciscano Francisco Menéndez le llamó río de la Laja en 1784.: 460 
Luis Risopatrón lo describe en su Diccionario jeográfico de Chile (1924) en las siguientes palabras:: 938 
Vodudahue (Río). Nace en el lago Vidal i corre hacia el N hasta El Recipiente al que le cae por el sur una cascada de 120 m de elevación, encima de la cual hay otra de 160 m i por fin, una tercera de 200 m; sigue hacia el NW muy serpenteado, con unos 50 m de ancho, entre márjenes roqueñas, con frecuentes rápidos; tuerce al W, al pie de tres pequeñas puntillas que interceptan el valle por el S, es caudaloso i profundo en El Mal Paso, desde donde empieza a ser navegable, a unos 9 kilometros de su desembocadura en el estremo S del estero de Comau. La boca tiene canal uniforme, con 3 a 4 m de hondura a principio de marea creciente i 200 m de ancho; el Padre Menéndez lo llamó La Laja en 1784.
Hans Niemeyer escribe sobre el nombre del río:
La palabra viene de voro o voru, hueso, diente, espina, y dahue, nombre indígena de la quinoa según F. Fonck. El río es célebre porque fue el derrotero seguido por Francisco Menéndez (franciscano) en sus viajes de exploración de la cordillera frente a Chiloé, de 1783 y 1786-1787.